# Incisivosaurus
Incisivosaurus var ett släkte dinosaurier som levde i det som idag är Kina under äldre krita. Det var en theropod som man tror var släkt med Oviraptor.

## Beskrivning
Man vet väldigt lite om Incisivosaurus, eftersom man inte har hittat så mycket efter den. Dock var den troligen som de flesta andra theropoder - den gick på bakbenen, hade kortare framben, och svans. Det som är iögonfallande hos Incisivosaurus är dess underliga uppsättning med tänder - de flesta oviraptorider brukade inte ha tänder. Varför Incisivosaurus hade tänder är ett mysterium, och vad den åt är också en obesvarad gåta, även om man misstänker att den var växtätare.